# Państwowa Szkoła Techniczna w Wilnie
Państwowa Szkoła Techniczna im. Marszałka Józefa Piłsudskiego w Wilnie – państwowa techniczna szkoła średnia w Wilnie założona w 1922 jako Państwowa Szkoła Techniczna, od 1929 nosiła imię Józefa Piłsudskiego; w 1939 zajęta przez władze litewskie. 
Szkoła powstała w 1922 z inicjatywy miejscowego oddziału Koła Techników i początkowo mieściła się w gmachu Gimnazjum im. Króla Zygmunta Augusta w Wilnie; w latach 1926–1927 wzniesiono gmach własny szkoły według projektu Ludwika Sokołowskiego.
Absolwentami szkoły byli m.in. Oskar Hansen, Lawon Łuckiewicz.